# ناتاليا ميلدينبيرجير
ناتاليا ميلدينبيرجير (19 فبراير 1978 - ) (بالإسبانية: Natalia Mildenberger)‏ هي لاعبة كرة طائرة الأرجنتين.

## وصلات خارجية
- ناتاليا ميلدينبيرجير على موقع عالم الكرة الطائرة (الإنجليزية)
- ناتاليا ميلدينبيرجير على موقع دوري الدرجة الأولى الإيطالي للكرة الطائرة - سيدات (الإيطالية)